# 栋格尔布尔县
栋格尔布尔县（英語：Dungarpur district）是印度的一個縣，位於該國西北部，由拉賈斯坦邦負責管轄，面積3,770平方公里，識字率為60.78%，2011年人口1,388,906，人口密度每平方公里368人。

## 外部連結
- Dungarpur Site - Dungarpur.in
- 官方网站
- Dungarpur District map (Invest Rajasthan)

23°49′48″N 73°43′12″E / 23.83000°N 73.72000°E